# Sätila
Sätila is een plaats in de gemeente Mark in het landschap Västergötland en de provincie Västra Götalands län in Zweden. De plaats heeft 901 inwoners (2005) en een oppervlakte van 97 hectare.
De plaats ligt op de plaats waar de rivier de Storån uitmondt in het meer Lygnern. De plaats ligt op 20 kilometer afstand van de hoofdplaats van de gemeente Kinna, 45 kilometer ten zuidoosten van Göteborg, 45 kilometer ten zuidwesten van Borås en 30 kilometer ten oosten van Kungsbacka.